# راحة (شعور)

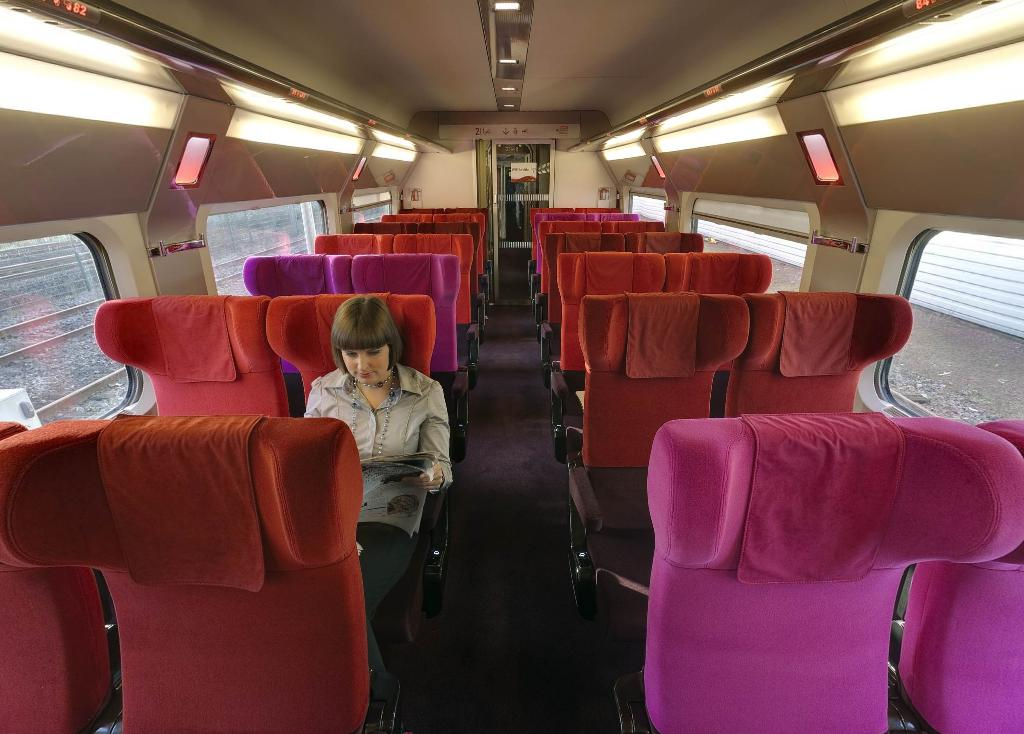
في المركبات ووسائل النقل العام (بالقطار تاليس) نوعية المقاعد والمساحة المتاحة للفرد هي ميزات الراحة، والتي تختلف اعتمادا على ما إذا كان المسافر من الدرجة 1 أو 2

الراحة (أو الارتياح، أو أن تكون مرتاحا) هو شعور نفسي وجسدي، وغالبا ما يقال أنه شعور باليسر وكثيرا ما ترافق الكلمة راحة البال وهو نوع من الارتياح الداخلي والرضى النفسي والطمأنينة، وغالبا ما توصف بأنها عدم وجود العسر.
يسعى الإنسان إلى توفير الراحة النفسية بشكل دائم ومستمر، ويمكن تحقيق درجة من الراحة النفسية عن طريق خلق أو إعادة بناء تجارب ترتبط مع ذكريات سعيدة وتطويرها، مثل الانخراط في الأنشطة العائلية والأعمال التطوعية والخيرية، 
الراحة هي ذات عناية وتركيز مهني وأهمية خاصة في مجال الرعاية الصحية، من خلال ضرورة توفير الراحة للمرضى والجرحى بالموازاة مع العلاج والإستشفاء نظرا لإمكانيته في تسهيل فترة النقاهة.
كما في المجال السياحي تعتبر تحقيق الراحة للسائح أحد أهم مقومات الجذب السياحي.
والراحة النفسية هي ذاتية للغاية،  فالشخص المحاط بأشياء ومتعلقات التي توفر الشعور بالراحة النفسية الخاصة به، يمكن وصف هذا الأمر بأنه داخل دائرة الراحة الخصوصية أو الخاصة به.
يجب على الأشخاص التعرف على مصادر الضغوط في حياتهم.. والعمل على تجنبها أو التقليل منها أو استعابها أو إدارتها والتعامل معها وفي حالات التعاسش معها بتكتيكات ذكية، على أقل تقدير، ولن يستطيع أحد فعل ذلك غيرك الشخص المعني وتطوير ميكانزمات التعامل مع الضغوط اليومية في حياته.

## مصطلحات
- مصطلحات متعلقة:

الارتياح، الإِسْتِجمام، اليسر، الاستراحة، إِسْتِرْخاء، دَعَة، سَكِينَة، سُكُون , طُمَأْنينة، هُدُوء، اِرْتِيَاح، رَوْح، رَحْمَة، فَرَح، سعادة.
مصطلحات مناقضة:
التَّعَب، العياء، العَناء، الإعْياء، العسر، الكَلَل، الكَدّ، الأَوَد، الأَيْن، العَناء، الإجْهاد، الإرْهاق، الضَّنَى، الضَّنَك، المَشَقَّة، إجهاد، إرهاقٌ، أرق، إِنهاكٌ، إِنهاكٌ، اضطرابٌ، ضجةٌ وضجيج، هياجٌ.